# Oxytropis bogdoschanica
Oxytropis bogdoschanica är en ärtväxtart som beskrevs av Boris Alexandrovich Jurtzev. Oxytropis bogdoschanica ingår i släktet klovedlar, och familjen ärtväxter. Inga underarter finns listade i Catalogue of Life.